# Psettina brevirictis
Psettina brevirictis és un peix teleosti de la família dels bòtids i de l'ordre dels pleuronectiformes.

## Morfologia
Pot arribar als 8 cm de llargària total.

## Distribució geogràfica
Es troba a les costes de Sud-àfrica, l'Índia, Cèlebes i, possiblement també, Hong Kong i Taiwan.